# Nussfruchtverband
Ein Nussfruchtverband ist ein Fruchttyp, bei dem mehrere oder viele Nüsse, die aus den Einzelblüten eines Blütenstandes hervorgehen, miteinander zu einer Scheinfrucht verwachsen sind.